# Tony Crane
Pour les articles homonymes, voir Crane.
Tony Crane est un acteur américain né le 19 octobre 1972 à Los Angeles, Californie (États-Unis).

## Filmographie
- 1989 : La Guerre des Rose (The War of the Roses) : Teenage Boy
- 1987 : Loin de ce monde ("Out of This World") (série TV) : Jeffrey Cummings (1990)
- 1991 : An American Summer : Bo
- 1996 : Les Yeux d'un tueur (If Looks Could Kill) (TV) : Josh Grant
- 1996 : Flic de mon cœur (en) (The Big Easy) (série TV) : Remy McSwain
- 1997 : Wishmaster : Josh Aickman
- 2000 : Slice & Dice : Ben
- 2001 : March : Todd Harper
- 2001 : Dying on the Edge
- 2002 : S1m0ne (S1m0ne) : Lenny
- 2003 : Spy Girls : Si vous avez manqué le début…   (saison 1 épisode 16)  : Dr Sidney Fine
- 2004 : New York 911 : Obsession  (saison 6 épisode 4)  : Hershel
- 2006 : Six Degrees : L'Autre Facette  (saison 1 épisode 3)  : Bill Huntzinger
- 2009 : Ugly Betty : Ignacio et ses femmes'  (saison 3 épisode 14)  : Store Manager
- 2015 : Elementary : L'Effondrement des colonies  (saison 3 épisode 23)  : Everett Keck
- 2017 : Madam Secretary : Les Trophées de la victoire  (saison 3 épisode 11)  : Nick Unterberger
- 2017 : Chicago Police Department : Jimmy Sanguinetti
  - Les Oubliées  (saison 4 épisode 10) 
  - Sur parole  (saison 4 épisode 11)
- 2021 : FBI : All That Glitters  (saison 4 épisode 1)  : Mickey Doak
- 2021 : Succession : Quoi qu'il en coûte  (saison 3 épisode 6)  : Vic Schmidt